# 辻豊人
辻 豊人（つじ とよひと、1942年-2019年3月31日）は、フリーアナウンサー。

## 来歴・人物
天理高等学校から、大阪大学卒業後、1965年に朝日放送へ入社。同期の道上洋三・因田宏紀と共に「ABCヤングリクエスト」（ABCラジオ）を担当したが、その後はテレビ神奈川へ移籍。スポーツ実況等を担当する傍ら、アナウンス部長を歴任。退職後は東京MXテレビ等でアメリカンフットボール中継を担当したほか、Xリーグの場内放送も担当。1990年代には競輪中継の司会・実況、雑誌「月刊競輪」のコラム連載など、競輪関係の活動も行っていた。2019年3月31日逝去。享年77歳。

## 過去の出演番組

### ABC時代
- ABCヤングリクエスト
- スポーツ実況（野球他）

### tvk時代
- tvkニュース・天気(随時)
- スポーツ実況（野球他）
- 高校野球ニュース

### フリー転身後
- アメリカンフットボール中継（東京MXテレビ他）
- Xリーグの場内放送